# Psorospermum febrifugum
Psorospermum febrifugum är en johannesörtsväxtart som beskrevs av Édouard Spach. Psorospermum febrifugum ingår i släktet Psorospermum och familjen johannesörtsväxter. Inga underarter finns listade i Catalogue of Life.